# Liste in Nordkorea vorhandener Dampflokomotiven
Dies ist eine Liste erhaltener Dampflokomotiven auf dem Gebiet von Nordkorea.

## Lokomotiven mit Regelspur 1435 mm (56,5 Zoll bzw. 4 Fuß 8,5 Zoll)
| Foto | Nummer oder Name  | Bauart / Achsfolge | Hersteller      | Fabrik-nr. | Baujahr | Historie               | Eigentümer / Betreiber / Strecke | Bemerkungen |
| ---- | ----------------- | ------------------ | --------------- | ---------- | ------- | ---------------------- | -------------------------------- | ----------- |
|      | NKNR No. 6021     | 1’D1               |                 |            |         | CR-Baureihe JF1        | Cholgwang - Nampho line          | [ 1 ]       |
|      | NKNR No. 6026     | 1’D1               |                 |            |         | CR-Baureihe JF1        | Cholgwang - Nampho line          | [ 2 ]       |
|      | NKNR No. 6038     | 1’D1               |                 |            |         | CR-Baureihe JF1        | Cholgwang - Nampho line          | [ 3 ]       |
|      | NKNR No. 6053     | 1’D1               |                 |            |         | CR-Baureihe JF1        | Cholgwang - Nampho line          | [ 4 ]       |
|      | NKNR No. 6126     | 1’D1               |                 |            |         | CR-Baureihe JF1        | Cholgwang - Nampho line          | [ 5 ]       |
|      | NKNR No. 6152     | 1’D1               |                 |            |         | CR-Baureihe JF1        | Cholgwang - Nampho line          | [ 6 ]       |
|      | NKNR No. 6153     | 1’D1               |                 |            |         | CR-Baureihe JF1        | Cholgwang - Nampho line          | [ 7 ]       |
|      | NKNR No. 6082     | 1’D1               |                 |            |         | CR-Baureihe JF1        | Cholgwang - Nampho line          | [ 8 ]       |
|      | NKNR No. 6083     | 1’D1               | Jiefang (China) |            |         | CR-Baureihe JF1        | Cholgwang - Nampho line          | [ 9 ]       |
|      | NKNR No. 6006     | 1’D1               |                 |            |         | CR-Baureihe JF1        | Kaechon Depot                    | [ 10 ]      |
|      | NKNR No. 6012     | 1’D1               |                 |            |         | CR-Baureihe JF1        | Kaechon Depot                    | [ 11 ]      |
|      | NKNR No. 6153     | 1’D1               |                 |            |         | CR-Baureihe JF1        | Kaechon Depot                    | [ 12 ]      |
|      | NKNR No. 6112     | 1’D1               |                 |            |         | CR-Baureihe JF1        | Kujang - Hyangsan line           | [ 13 ]      |
|      | NKNR No. 6080     | 1’D1               |                 |            |         | CR-Baureihe JF1        | Kujang - Hyangsan line           | [ 14 ]      |
|      | NKNR No. ?        | 1’D1               |                 |            |         | CR-Baureihe JF1        | Manpo Shed                       | [ 15 ]      |
|      | NKNR No. ?        | 1’D1               |                 |            |         | CR-Baureihe JF1        | Puksinhyon Shed                  | [ 16 ]      |
|      | NKNR No. ?        | 1’D1               |                 |            |         | CR-Baureihe JF1        | Puksinhyon Shed                  | [ 17 ]      |
|      | NKNR No. ?        | 1’D1               |                 |            |         | CR-Baureihe JF1        | Puksinhyon Shed                  | [ 18 ]      |
|      | NKNR No. ?        | 1’D1               |                 |            |         | CR-Baureihe JF1        | Puksinhyon Shed                  | [ 19 ]      |
|      | NKNR No. ?        | 1’D1               |                 |            |         | CR-Baureihe JF1        | Puksinhyon Shed                  | [ 20 ]      |
|      | NKNR No. 6336     | 1’D1               | Kisha Seizo     | 1382       | 1936    | CR-Baureihe JF9        | Pyongyang - Sinuiju line         | [ 21 ]      |
|      | NKNR DK2 No. ?    | 1’E                |                 |            |         | SŽD-Baureihe Е         | North Korean Railways shed       | [ 22 ]      |
|      | NKNR DK2 No. ?    | 1’E                |                 |            |         | SŽD-Baureihe Е         | North Korean Railways shed       | [ 23 ]      |
|      | NKNR DK2 No. 8503 | 1’E                |                 |            |         | SŽD-Baureihe Е         | North Korean Railways shed       | [ 24 ]      |
|      | NKNR DK2 No. ?    | 1’E                |                 |            |         | SŽD-Baureihe Е         | North Korean Railways shed       | [ 25 ]      |
|      | NKNR DK2 No. 8143 | 1’E                |                 |            |         | SŽD-Baureihe Е         | North Korean Railways shed       | [ 26 ]      |
|      | NKNR No. ?        | 1’D1               |                 |            |         | CR-Baureihe JF1        | North Korean Railways shed       | [ 27 ]      |
|      | NKNR No. 6163     | 1’D1               |                 |            |         | CR-Baureihe JF1        | Sinuju Shed                      | [ 28 ]      |
|      | NKNR No. 6172     | 1’D1               |                 |            |         | CR-Baureihe JF1        | Sinuju Shed                      | [ 29 ]      |
|      | NKNR No. 6128     | 1’D1               |                 |            |         | CR-Baureihe JF1        | Sunchon Coal Mine                | [ 30 ]      |
|      | NKNR No. 6415     | 1’D1               |                 |            |         | Sentetsu Mikashi Class | Sunchon Coal Mine                | [ 31 ]      |
|      | NKNR No. 6618     | 1’D1               |                 |            |         | CR-Baureihe JF6        | Pukchong – Toksong line          | [ 32 ]      |
|      | NKNR No. 6621     | 1’D1               |                 |            |         | CR-Baureihe JF6        | Pukchong – Toksong line          | [ 33 ]      |

## Lokomotiven mit Spurweite 762 mm (30 Zoll)
| Foto | Nummer oder Name | Bauart / Achsfolge | Hersteller  | Fabrik- nr. | Baujahr | Historie                      | Eigentümer / Betreiber / Strecke | Bemerkungen |
| ---- | ---------------- | ------------------ | ----------- | ----------- | ------- | ----------------------------- | -------------------------------- | ----------- |
|      | NKNR No. ?       | C                  | Baldwin     |             | 1919    | Zemhoku Light Railway Class 1 | Eisenbahnmuseum Pjöngjang        | [ 34 ]      |
|      | NKNR No. 502     | 1’D                | Kisha Seizo | 1412        | 1936    | Chōsen Railway Class 810      | Cholgwang Coal Mine              | [ 35 ]      |
|      | NKNR No. 505     | 1’D                | Kisha Seizo | 1415        | 1936    | Chōsen Railway Class 810      | Cholgwang Coal Mine              | [ 36 ]      |
|      | NKNR No. 507     | 1’D                | Kisha Seizo | 1417        | 1936    | Chōsen Railway Class 810      | Cholgwang Coal Mine              | [ 37 ]      |
|      | NKNR No. ?       | 1’D1t              | Hitachi     |             | 1934    | Hyegi 8 Class                 | Paekmu - Musan logging line      | [ 38 ]      |
|      | NKNR No. ?       | 1’D1t              | Hitachi     |             | 1934    | Hyegi 8 Class                 | Paekmu - Musan logging line      | [ 39 ]      |
|      | NKNR No. ?       | 1’D1t              | Hitachi     |             | 1934    | Hyegi 8 Class                 | Paekmu - Musan logging line      | [ 40 ]      |
|      | NKNR No. ?       | 1’D1t              | Hitachi     |             | 1934    | Hyegi 8 Class                 | Paekmu - Musan logging line      | [ 41 ]      |
|      | NKNR No. ?       | 1’D1t              | Hitachi     |             | 1934    | Hyegi 8 Class                 | Paekmu - Musan logging line      | [ 42 ]      |
|      | NKNR No. ?       | 1’D1t              | Hitachi     |             | 1934    | Hyegi 8 Class                 | Paekmu - Musan logging line      | [ 43 ]      |